# Jungle (film)
Pour plus de détails, voir Fiche technique et Distribution.
Jungle (जंगल) est un thriller indien, produit et réalisé par Ram Gopal Varma, sorti en 2000.

## Synopsis
Le film narre l'histoire d'Anu (Urmila Matondkar) et Siddhu (Fardeen Khan) qui se retrouvent livrés à eux-mêmes dans une jungle.

## Fiche technique
Sauf indication contraire, les informations mentionnées dans cette section peuvent être confirmées par la base de données cinématographiques IMDb,  présente dans la section « Liens externes ».
- Titre : Jungle
- Titre original : जंगल (Jangal)
- Réalisation : Ram Gopal Varma
- Scénario : Jaideep Sahaney
- Dialogues : Jaideep Sahni
- Direction artistique : Samir Chanda
- Costumes : Shaahid Amir
- Maquillage : Dhananjay Prajapati
- Son : Dwarak Warrier
- Photographie : Vijay Kumar Arora
- Montage : Chandan Arora
- Musique : Sandeep Chowta
- Production : Ram Gopal Varma
- Société de production : Varma Corporation
- Société de distribution : Eros Multimedia Pvt. Ltd.
- Pays d'origine :  Inde
- Langue originale : hindi
- Format : couleurs - 2,35:1 - DTS / Dolby Digital / SDDS - 35 mm
- Genre : action, aventure, romance, thriller
- Durée : 146 minutes (2 h 26)
- Dates de sortie en salles :
  - Inde : 14 juillet 2000

## Distribution
- Sunil Shetty : commandant Shivraj
- Fardeen Khan : Siddharth "Siddhu" Sharma
- Urmila Matondkar : Anu Malhotra
- Sushant Singh : Durga Narayan Chaudhary
- Kashmira Shah : Bali, un terroriste
- Rajpal Yadav : Sippa, un terroriste
- Raju Kher : Mr. Malhotra
- Himanshu Malik : Pawan
- Avtar Gill : un ministre
- Makrand Deshpande :  Doraiswamy "Madrasi"
- Manmeer Singh : Durga
- Vijay Raaz : Deshu
- Swati Chitnis : Mme Malhotra
- Anil Yadav : Bhura
- Ram Awana : Jinda
- Ashraf Ul Haq : Dacoait
- Sanjay Kumar : Phuda
- Nawazuddin Siddiqui : Khabri

## Autour du film
- Le personnage de Durga Narayan Chaudhary est inspiré d'un célèbre bandit nommé Veerappan.
- L'acteur Rahul Dev avait auditionné pour interpréter le commandant Shivraj, avant que le rôle soit attribué à Sunil Shetty.

## Box-office
Le film  rapporte plus de 54 125 dollars aux États-Unis.

## Distinctions
| Date            | Distinction     | Catégorie                                     | Nom            | Résultat |
| --------------- | --------------- | --------------------------------------------- | -------------- | -------- |
| 17 février 2001 | Filmfare Awards | Meilleure musique d'accompagnement            | Sandeep Chowta | Lauréat  |
| 3 mars 2001     | Zee Cine Awards | Meilleure performance dans un rôle de méchant | Sushant Singh  | Lauréat  |
| 16 juin 2001    | IIFA Awards     | Meilleur son                                  | Sona Choudhary | Lauréat  |
| 16 juin 2001    | IIFA Awards     | Meilleur réenregistrement sonore              | Hitendra Ghosh | Lauréat  |
| 16 juin 2001    | IIFA Awards     | Meilleure performance dans un rôle de méchant | Sushant Singh  | Lauréat  |